# Cmentarz mariawicki w Błoniu
Cmentarz mariawicki w Błoniu – założony na początku XX wieku, cmentarz Kościoła Starokatolickiego Mariawitów położony w Błoniu, na terenie parafii Kościoła Starokatolickiego Mariawitów w Błoniu.
Cmentarz mariawicki w Błoniu powstał przy okazji organizowania się parafii tego wyznania. W 1909 na parceli przekazanej przez Stanisława Jaśkiewicza udało się obok wybudowania kościoła parafialnego, zakreślić granicę cmentarza wyznaniowego.